# Júlia Lemmertz
Júlia Lemmertz Dias (née le 18 mars 1963) est une actrice brésilienne de télévision, de cinéma et de théâtre.

## Biographie et carrière
Júlia Lemmertz est née à Porto Alegre (Rio Grande do Sul), des acteurs Lineu Dias et Lílian Lemmertz. Sa carrière a commencé quand elle était enfant et depuis lors, Júlia Lemmertz a joué dans plus de 40 feuilletons.

## Vie personnelle
Júlia Lemmertz était mariée à Álvaro Osório, un dirigeant de Rede Globo de 1986 à 1990, avec qui elle eut une fille, Luiza (née en 1987).
Pendant le tournage de Guerra Sem Fim (1993), Júlia Lemmertz a commencé une relation avec l'acteur Alexandre Borges. Le couple s'est marié en 1993 et a un fils, Miguel (né en 2000). Ils ont divorcé en 2015.
Júlia Lemmertz pratique la méditation transcendantale depuis 1983 et déclare : « La méditation génère un immense bien-être ».

## Filmographie

### Télévision
| Year | Title                                                    | Role                               |
| ---- | -------------------------------------------------------- | ---------------------------------- |
| 1981 | Os Adolescentes                                          | Bianca (Bia)                       |
| 1982 | Ninho da Serpente                                        | Mariana                            |
| 1983 | Moinhos de Vento                                         | Milena                             |
| 1983 | Sabor de Mel                                             | Beatriz                            |
| 1983 | Eu Prometo                                               | Adriana Cantomaia                  |
| 1983 | Caso Especial, Otelo de Oliveira                         | Desdêmona                          |
| 1984 | Amor com Amor Se Paga                                    | Ângela                             |
| 1985 | Tenda dos Milagres                                       | Luísa                              |
| 1985 | Ti Ti Ti                                                 | Cecília Spina (jovem)              |
| 1986 | Mania de Querer                                          | Carolina                           |
| 1987 | Carmem                                                   | Micaela                            |
| 1989 | Kananga do Japão                                         | Sílvia                             |
| 1990 | Mãe de Santo                                             | NC                                 |
| 1991 | Ilha das Bruxas                                          | NC                                 |
| 1991 | Na Rede de Intrigas                                      | Teresa                             |
| 1991 | Amazônia                                                 | Maria Luísa                        |
| 1993 | Guerra sem Fim                                           | Flávia                             |
| 1995 | Você Decide, A Dama de Ferro                             | NC                                 |
| 1996 | Você Decide, Amor à Vida                                 | NC                                 |
| 1996 | Quem É Você?                                             | Débora                             |
| 1997 | Joana e Marcelo, Amor à Primeira Vista                   | Joana                              |
| 1997 | Zazá                                                     | Fabiana Dumont                     |
| 1998 | Você Decide, Trabalho Escravo                            | NC                                 |
| 1999 | Joana e Marcelo, Amor que Fica                           | Joana                              |
| 1999 | Andando nas Nuvens                                       | Lúcia Helena                       |
| 2001 | Porto dos Milagres                                       | Genésia Pereira                    |
| 2001 | Os Normais, Um Pouco de Cultura É Normal                 | Helena                             |
| 2002 | Joana e Marcelo, Amor (Quase) Perfeito                   | Joana                              |
| 2002 | Esperança                                                | Geovanna Tornatore                 |
| 2002 | O Beijo do Vampiro                                       | Marta Morta                        |
| 2002 | Os Normais, Um Programinha Normal                        | Sílvia                             |
| 2003 | Os Normais, A Vingança da CDF                            | Aninha                             |
| 2003 | Celebridade                                              | Noêmia Assunção                    |
| 2004 | O Pequeno Alquimista                                     | Morgana                            |
| 2004 | A Diarista, O Namorado de uma Patroa Minha               | Surya                              |
| 2005 | Alma Gêmea                                               | Cleide                             |
| 2006 | JK                                                       | Dona Júlia                         |
| 2006 | Minha Nada Mole Vida, Tem Sentido Isso!                  | Ivana                              |
| 2006 | Minha Nada Mole Vida, A Chave Mestra                     | Ivana                              |
| 2007 | Amazônia, de Galvez a Chico Mendes                       | Risoleta                           |
| 2007 | Minha Nada Mole Vida, Imprevistos Acontecem              | Wanda Maxuel                       |
| 2007 | Desejo Proibido                                          | Dona Belinda Botiquário            |
| 2008 | Casos e Acasos, A Vaga, a Entrevista e o Cachorro-Quente | Carla                              |
| 2008 | Nada Fofa                                                | Ema                                |
| 2009 | Tudo Novo de Novo                                        | Clara                              |
| 2010 | Araguaia                                                 | Maria Amélia Martinez              |
| 2011 | Fina Estampa                                             | Esther Wolkoff Siqueira            |
| 2013 | Guerra dos Sexos                                         | Blanche Paes Leme                  |
| 2013 | A Grande Família                                         | Sônia                              |
| 2014 | Em Família                                               | Helena Fernandes Machado (Leninha) |
| 2015 | Além do Tempo                                            | Dorotéia Borghini                  |

### Cinéma
- 1982 : As Aventuras de Mário Fofoca
- 1984 : Patriamada
- 1984 : Mal Star
- 1986 : A Cor do Seu Destino : Patrícia
- 1990 : Lua de Cristal : Lidinha (Maria Lídia)
- 1990 : Vaidade
- 1993 : Amor Materno
- 1995 : Jenipapo : Júlia
- 1997 : Glaura
- 1997 : Mangueira - Amor à Primeira Vista
- 1998 : A Hora Mágica : Lúcia
- 1999 : Um Copo de Cólera
- 1999 : Até que a Vida Nos Separe : Maria
- 1999 : Amor Que Fica
- 1999 : Tiradentes … Antônia
- 2001 : Nelson Gonçalves : Lourdinha Bittencourt
- 2002 : Joana e Marcelo, Amor (Quase) Perfeito
- 2002 : Poeta de Sete Faces
- 2003 : Acquária : Nara[3]
- 2003 : Cristina Quer Casar : Bia
- 2003 : As Três Marias : Maria Francisca
- 2005 : Jogo Subterrâneo : Laura
- 2006 : Gatão de Meia Idade : Betty
- 2007 : Onde Andará Dulce Veiga? : Lídia
- 2008 : Mulheres Sexo Verdades Mentira : Laura
- 2008 : Meu Nome Não É Johnny : Maria Lu
- 2009 : Bela Noite Para Voar : Letícia
- 2009 : Jamais sans toi (Do Começo ao Fim) : Julieta
- 2011 : Amor? : Alice
- 2016 : Le Livre de la jungle (The Jungle Book) : Raksha (voix)
- 2016 : Little Secret : Heloísa Schurmann